# Vibrante múltiple retrofleja sorda
La vibrante múltiple retrofleja sorda es un sonido que se ha informado que ocurre como un alófono de / ʂ / en el idioma maldivo . Aunque la lengua comienza en una posición de retroflexión subapical, la vibración involucra la punta de la lengua y hace que se mueva hacia adelante hasta la cresta alveolar; esto significa que la vibración da una coloración retrofleja de vocal anterior de la misma manera que lo hacen otras consonantes retroflejas, pero la vibración en sí no es muy diferente de una vibrante múltiple alveolar .

## Características
- Su modo de articulación es vibrante múltiple, lo que significa que se produce dirigiendo aire sobre un articulador para que vibre.

- Su lugar de articulación es retroflejo , lo que prototípicamente significa que está articulado subapical (con la punta de la lengua doblada hacia arriba), pero más generalmente significa que es postalveolar sin palatalizarse . Es decir, además de la articulación subapical prototípica, el contacto de la lengua puede ser apical (puntiagudo) o laminar (plano).

- Su fonación es sorda, lo que significa que se produce sin vibraciones de las cuerdas vocales.

- Es una consonante oral , lo que significa que el aire solo puede escapar por la boca.

- Es una consonante central , lo que significa que se produce al dirigir la corriente de aire a lo largo del centro de la lengua, en lugar de hacia los lados.

- El mecanismo de la corriente de aire es pulmonar , lo que significa que se articula empujando el aire únicamente con los músculos intercostales y el diafragma , como en la mayoría de los sonidos.

## Aparece en
| idioma  | idioma            | Palabra               | AFI                   | Significado | Notas                                                                |
| ------- | ----------------- | --------------------- | --------------------- | ----------- | -------------------------------------------------------------------- |
| Dhivehi | Algunos dialectos | [ ejemplo requerido ] | [ ejemplo requerido ] |             | Puede ser una (ɽ̊) en su lugar. Corresponde a /ʂ/ en otros dialectos. |